# ميتشيل فلينت
ميتشيل فلينت (بالإنجليزية: Mitchell Flint)‏ هو طيار ومحامي أمريكي، ولد في 27 يونيو 1923، وتوفي في 16 سبتمبر 2017 بسبب ذات الرئة.